# Спешилова, Елена Александровна
Елена Александровна Спешилова (6 октября 1925, Пермь — 14 февраля 2013, Пермь) — советский и российский краевед и писатель, автор свыше 100 публикаций по истории г. Перми.

## Биография
Родилась 6 октября 1925 г. в семье писателя Александра Николаевича Спешилова (1899—1985).
В 1943 г. окончила школу № 21 г. Молотова и поступила в эвакуированный из Ленинграда сельскохозяйственный институт. Спустя год, в 1944-м вуз вернулся в Ленинград, вместе со студентами. В 1946 г. Елена Спешилова вернулась в Молотов и продолжала учёбу в Молотовском сельскохозяйственном институте. После завершения в 1948 году поступила в Ленинградский библиотечный институт имени Н. К. Крупской.
В 1951 г. кончила курсы библиотекарей. С 1952 по 1972 годы работала библиотекарем в Пермской областной библиотеке им. А. М. Горького. Тогда же с 1952 г. активно занималась краеведением. В 1973—1985 гг. в Уральском филиале Всесоюзного научно-исследовательского и проектного института галургии.
14 февраля 2013 г. скончалась после продолжительной болезни на 88-м году жизни.

## Публикации
Автор более 100 статей краеведческой тематики в местной периодической печати и сборниках.

### Книги
- 1. Спешилова, Е. А. Старая Пермь: Дома. Улицы. Люди. 1723—1917. / Е. А. Спешилова. — Пермь: Курсив. — 1999. — 580 с.
- 2. Спешилова, Е. А. Старая Пермь: Дома. Улицы. Люди. 1723—1917: краеведч. изд. / Е. Спешилова. — 2-е изд., доп. и перераб. — Пермь: Курсив. — 2003. — 576 с.
- 3. Спешилова, Е. А. Алексей Несторович Зеленин: художник, иконописец, педагог / Е. А. Спешилова. — Пермь: Всехсвятский храм. — 2006. — 88 с.
- 4. Спешилова, Е. А. Обслуживание массового читателя: из опыта работы абонемента Пермской Государственной библиотеки им. М. Горького — 1958.

### Публикации в сборниках
- 5. Спешилова, Е. А. Здания в Перми, связанные с именем Д. Д. Смышляева // Страницы прошлого: Избранные материалы краеведч. Смышляевских чтений в Перми. — 1995. — С. 65-67.
- 6. Спешилова, Е. А. Частная гимназия: Э. В. Циммерман в Перми // Страницы прошлого: Избранные материалы краеведч. Смышляевских чтений в Перми. — 1995. — С. 104—105.
- 7. Спешилова, Е. А. Из старой Перми — в новую: [Пермь до революции и в настоящее время] // Архивы и современная история Прикамья. — Пермь, 1998. — С. 80-82.
- 8. Спешилова, Е. А. Бурлак, писатель, педагог // Любовь моя, жизнь и работа — земля моя русская — Пермь, 2008. — С. 61-70.
- 9. Спешилова, Е. А. Воспоминание об отчем доме: дом А. Н. Спешилова в Перми / Е. А. Спешилова // Пермский дом в истории и культуре края: материалы науч.- практ. конф. 19 дек. 2008 г. — Пермь, 2008. — С. 209—211.
- 10. Спешилова, Е. А. Жила и живу интересами Перми // Город Пермь в моей судьбе. — Пермь, 2008. — С. 78 — 83.
- 11. Спешилова, Е. А. Тюремный замок / Е. А. Спешилова // Пермь и пермяки: учеб. пособие для старшеклассников. — Пермь, 2009. — С. 15-18.
- 12. «Горьковка» в доме Смышляева // Пермский дом в истории и культуре края: материалы 2-й науч.- практ. конф. — Пермь, 2009. — С. 244—255.

### Периодика
- 13. Спешилова, Е. В начале века: [из истории создания Театрального сквера в Перми] // Вечерняя Пермь. — 1988. — 27 июля.
- 14. Спешилова, Е. На камском берегу: [о зданиях на набережной Камы]: досье краеведа // Большая Кама. — 1989. — 9 февр. — С. 5
- 15. Семянников, В., Спешилова, Е. Художник Зеленин А. Н. (г. Пермь) // Вечерняя Пермь. — 1989. — 17 нояб. — С. 5
- 16. Спешилова, Е. Дом летописца [А. А. Дмитриева] // Вечерняя Пермь. — 1990. — 21 дек.
- 17. Спешилова, Е. Дом ученых в Перми [создан А. А. Хребтовым, доктором сельскохозяйственных наук]: страницы истории // Наука Урала. — 1990. — 19 апр. — С. 3
- 18. Спешилова, Е. Одно из красивейших зданий: [Пермское благородное собрание, ныне клуб им. Дзержинского] // Вечерняя Пермь. — 1991. — 5 нояб. — С. 12
- 19. Спешилова, Е. Забытое военное кладбище: [Михайловское военное кладбище в Перми] // Вечерняя Пермь. — 1995. — 5 апр. — С. 5
- 20. Спешилова, Е. На дороге славы и изгнаний. Страницы истории: [260 лет с начала строительства Сибирского тракта и ул. Сибирской] // Вечерняя Пермь. — 1995. — 9 нояб. — С. 12
- 21. Спешилова, Е. Галерея замечательных граждан // Пермские новости. — 1996. — 16 февр. (№ 25). — С. 14.
- 22. Спешилова, Е. Из-за острова на стрежень… выходили на Каму досчаники, насады, струги, с которых начинался наш уральский флот // Звезда. — 1996. — 24 июля. — С. 4
- 23. Спешилова, Е. А. Очерки из истории старой Перми: электротеатры // Маэстро. — 1996. — 15 марта (№ 5) — С. 4; 28 марта (№ 6) — С.3.- Продолж. — Нач. в № 4.
- 24. Спешилова, Е. Просвещение и купечество // Маэстро. — 1996. — № 16. — С. 6.
- 25. Спешилова, Е. ТЮЗ // Маэстро. — 1996. — № 8.. — С. 6
- 26. Спешилова, Е. А. Ящик не гони лошадей: к 200-летию Пермской губернии: [О городском транспорте начале века в Перми] // Звезда. — 1996. — 10 сент. — С. 4: фот.
- 27. Спешилова, Е. Алло, бюро погоды… [О возникновении метеослужбы в Перми] // Вечерняя Пермь. — 1997. — 23 мая (№ 57). — С. 4
- 28. Спешилова, Е. Бывший приют служит художникам: [История здания губернского Богородицкого детского приюта] // Пермские новости. — 1997. — 29 июля. — С. 12
- 29. Спешилова, Е. Свидетель с Покровской: [Из истории г. Перми] // Звезда. — 1997. — 17 мая. — С. 4
- 30. Спешилова, Е. От бульвара до детского парка // Вечерняя Пермь. — 1997. — 12 сент. (№ 104). — С. 2: фот.
- 31. Спешилова, Е. Сибирская улица, дом Ковальского // Вечерняя Пермь. — 1997. — 22 авг. (№ 95). — С. 13: фот.
- 32. Спешилова, Е. Талант на «злобу дня» // Вечерняя Пермь. — 1997. — 28 нояб. (№ 136). — С. 14
- 33. Спешилова, Е. А. Дом журналиста обустроил капиталист: [Об истории здания по ул. Сибирской, 8.] // Вечерняя Пермь. — 1998. — 23 июня. — С. 4.
- 34. Спешилова, Е. Прививка против бешенства: [История НПО «Биомед»] // Вечерняя Пермь. — 1998. — 21 июля. — С. 11: фот.
- 35. Спешилова, Е. Ротонда над Камой: [мнения краеведов и специалистов о необходимости восстановления старинной ротонды на берегу Камы] // Пермские новости. — 1998. — 14 апр. — С. 11
- 36. Спешилова, Е. Строили всем земством: [Строительство инфекционной больницы в Перми] // Вечерняя Пермь. — 1998. — 19 июня (№ 67) — С. 4.
- 37. Спешилова, Е. Из глубин народных: [Литературная жизнь в Перми в 20-е гг. 20в.] // Звезда. — 2000. — 15 дек. — (Лукоморье. — № 8. — С. 2: фот.).
- 38. Спешилова, Е. Наш Афоня не хуже Михалкова: [О пермском поэте, баснописце, фельетонисте А. Матросове (1910—1966)] // Вечерняя Пермь. — 2000. — 27 апр. — С. 6: фот.
- 39. Спешилова, Е. Пожвинский термоламп: [установка для получения светил. газа, впервые в России изготовлена П. Г. Соболевским (1781—1841)] для освещения мастерских Пожвинского завода (март 1816 г.)] // Звезда. — 2000. — 23 сент. — С. 3.
- 40. Спешилова, Е. Иконы для Белой горы: Их писал художник Алексей Зеленин: [История иконописи Белогорского монастыря] // Звезда. — 2001. — 14 сент. — (Лукоморье. — № 7. — С. 2: фот.)
- 41. Спешилова, Е. Искра нашего горенья: [Воспоминания о пермском поэте Б. Ширшове, его дружбе с писателем А. Спешиловым] // Звезда. — 2001. — 10 авг. — (Лукоморье. — № 6. — С. 1, 3: фот.).
- 42. Спешилова, Е. «Мы — писатели Прикамья…»: [Областная писательская организация в 1940—1942 гг. и её первый руководитель А. Н. Спешилов] // Звезда. — 2001. — 19 янв. — (Лукоморье. — № 1. — С. 2: фот.).
- 43. Спешилова, Е. Скучно теперь без тебя…: [О жизни и творчестве талантливого пермского баснописца А. Л. Матросова (1910—1966)] // Звезда. — 2002. — 6 авг. — (Лукоморье. — № 5. — С. 1: фот.).
- 44. Юшков, Р. Что приснилось Чехову: [Об уничтожении культурно-исторической среды г. Перми] / Р. Юшков, Е. Спешилова // Пермский пресс-центр. — 2002. — № 14. — С. 56-59: фот.
- 45. Спешилова, Е. Кашкин дом: [О первом наместнике Пермского и Тобольского наместничества Е. П. Кашкине (1781—1788)] // Звезда. — 2003. — 5 июля. — С. 4.
- 46. Спешилова, Е. Анна Заксман, русский интеллигент: [О самоотверженном враче акушере-гинекологе, работавшем в Перми] // Личное дело. — 2005. — 5 дек. (№ 17). — С. 7: фот.
- 47. Спешилова, Е. Неизвестный Турчевич: [Об А. Б. Турчевиче, как архитекторе, художнике, актёре, о его друзьях — чете Шавчунас] // Коммерсантъ. — 2005. — 10 марта (№ 41). — С. 14-15.
- 48. Спешилова, Е. А. О судьбе типографии № 1 // Пермяки. — 2008. — № 9. — С. 1.
- 49. Спешилова, Е. Смириться не могут // Звезда. — 2008. — 5 февр. (№ 17) — С. 3.

### В книгах
- 50. Сторожева Н. В. Продолжение традиций: (Размышления о книге пермского краеведа Е. А. Спешиловой [«Старая Пермь»: Дома. Улицы. Люди. 1723—1917. Пермь: Курсив, 1999]) // Петряевские чтения — 2001. — Киров, 2001. — С. 93-97
- 51. Куличкина, Г. В. Уходящая натура // Пермский дом в истории и культуре края: материалы науч.- практ. конф. 19 дек. 2008 г. — Пермь, 2008. — С. 25-28.
- 52. Мельчакова, О. А. Она рассказала о Перми пермякам: к 85-летию Е. А. Спешиловой // Город в глубине России: календарь-справочник г. Перми на 2010 г. — Пермь, 2010. — С. 284—289.
- 53. Жаворонкова, Г. И. База историко-краеведческой информации: на примере работы КИЦа сельскохозяйственной академии// Смышляевские чтения: материалы 11-й науч.-практ. конф., 14 мая 2009 г. — Пермь, 2009. — С. 191—194.

### В периодике
- 54. Чернова, Т. Вся её Пермь: [К 75-летию Е. Спешиловой — пермского краеведа, автора книги «Старая Пермь» (1999)]: люди Мотовилихи // Вечерняя Пермь. — 2000. — 28 сент. (№ 53). — С. 8: фот.
- 55. Чернова, Т. Где эта улица, где этот дом…: [Об уникальном издании «Старая Пермь. Дома. Улицы. Люди. 1723—1917» (Пермь,1999) и её авторе пермском краеведе Е. А. Спешиловой.] // Вечерняя Пермь. — 2000. — 20 апр. — С. 25: фот.
- 56. Земскова, Н. Огонь, вода и… фарфоровые трубы!: [О лауреатах областной премии в сфере культуры и искусства за 1999 г. Е. Спешиловой и И. Остапенко за создание книги «Старая Пермь. Дома…»] // Звезда. — 2001. — 13 янв. — С. 1: фот.
- 57. Один день войны. Вып. № 3 / Татьяна Чернова // Вечерняя Пермь. — 2005. — 17 февр. (№ 6). — С. 15: фот.
- 58. Гладышев В. Ф. Елена Александровна Спешилова // Пермские краеведы [Изоматериал]: комплект из 20 открыток / [авт.-сост. В. Ф. Гладышев]. — Пермь: Маматов, 2007
- 59. Гладышев В. Ф. Памяти собирательницы «Старой Перми»: [некролог] //: Новый компаньон. — 2013. — 19 февр. (N 5). — C. 2: фот.
- Ушла из жизни Елена Александровна Спешилова, пермский краевед, автор книги «Старая Пермь».
- 60. Спешилова Елена Александровна: Некролог // Звезда. — 2013. — 15 февр. (№ 18). — С. 6